# Burgundské království

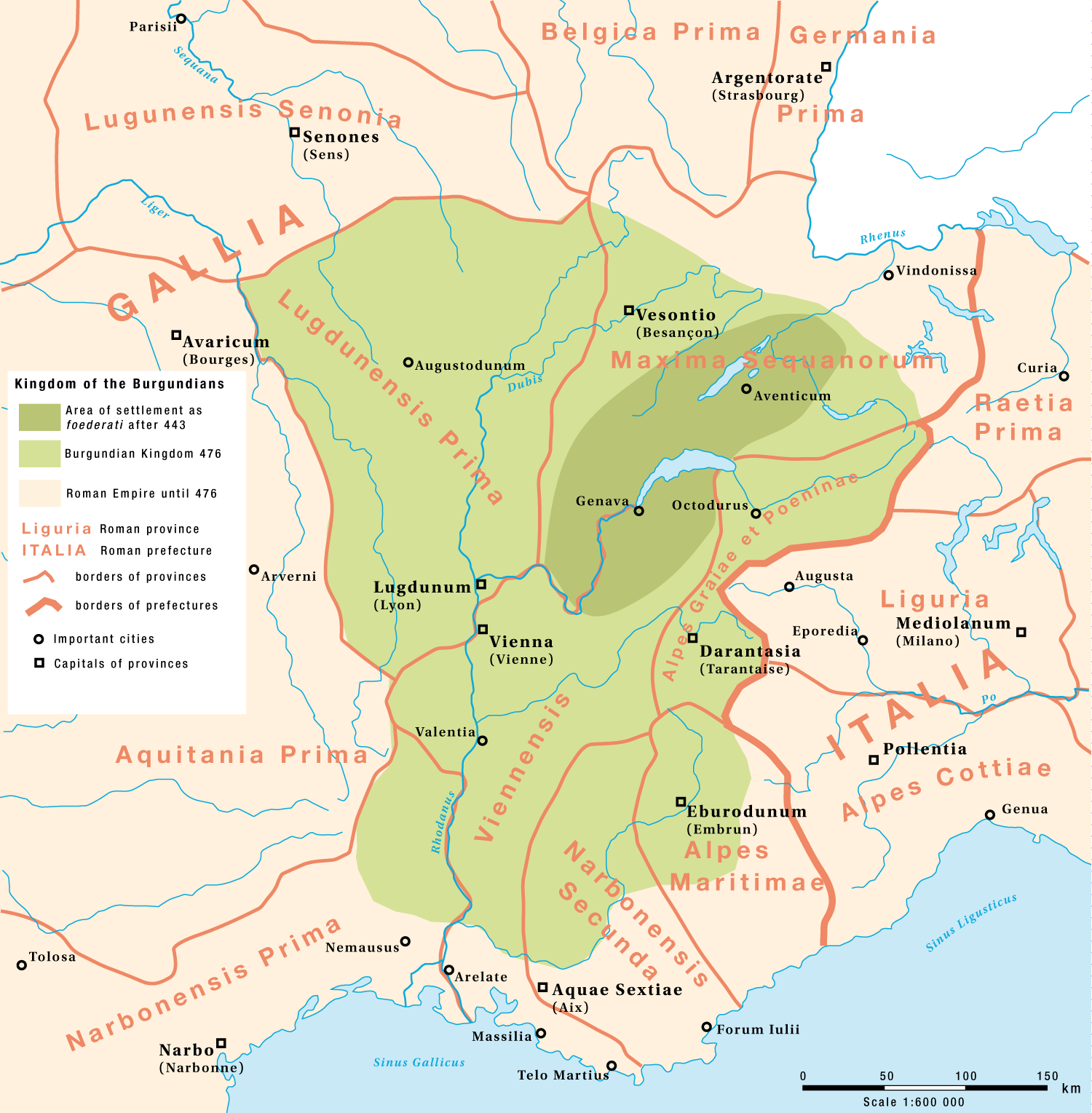
Starobylé království Burgundů v letech 411 až 534

Burgundské království (latinsky Regnum Burgundiae, francouzsky Royaume de Bourgogne) je obecné označení pro státní útvar rozkládající se na jihu dnešní Francie existující v rozmezí let 933 až 1378. Název se nevztahuje na Burgundské vévodství a Burgundské hrabství.
- Království Burgundů – někdy zvané jako „První burgundské království“, bylo starobylé království založené germánským kmenem Burgundů v letech 411–534
- První Burgundské království – raně středověký státní útvar v letech 534–933, které bylo součástí Franské říše
- Provensálské království – krátkodobě existující státní útvar v letech 855–863 rozkládající se na území Burgundska
- rozdělené Burgundské království Horního Burgundska a Dolního Burgundska
- Druhé Burgundské království – existující v letech 933–1378, známé také jako Arelatské království podle hlavního města Arles (latinsky Regnum Burgundes / Arles, francouzsky Royaume de Bourgogne / Arles), království Svaté říše římské
- Burgundské vévodství také „Třetí burgundské království“ –  za vlády Karla Smělého zahrnující burgundské a nizozemské země, fakticky královstvím nebylo a jedná se jen o formální označení státního útvaru, potažmo Karlových ambicí, které spočívaly v osamostatnění Burgundska na Francouzském království.

## První burgundské království

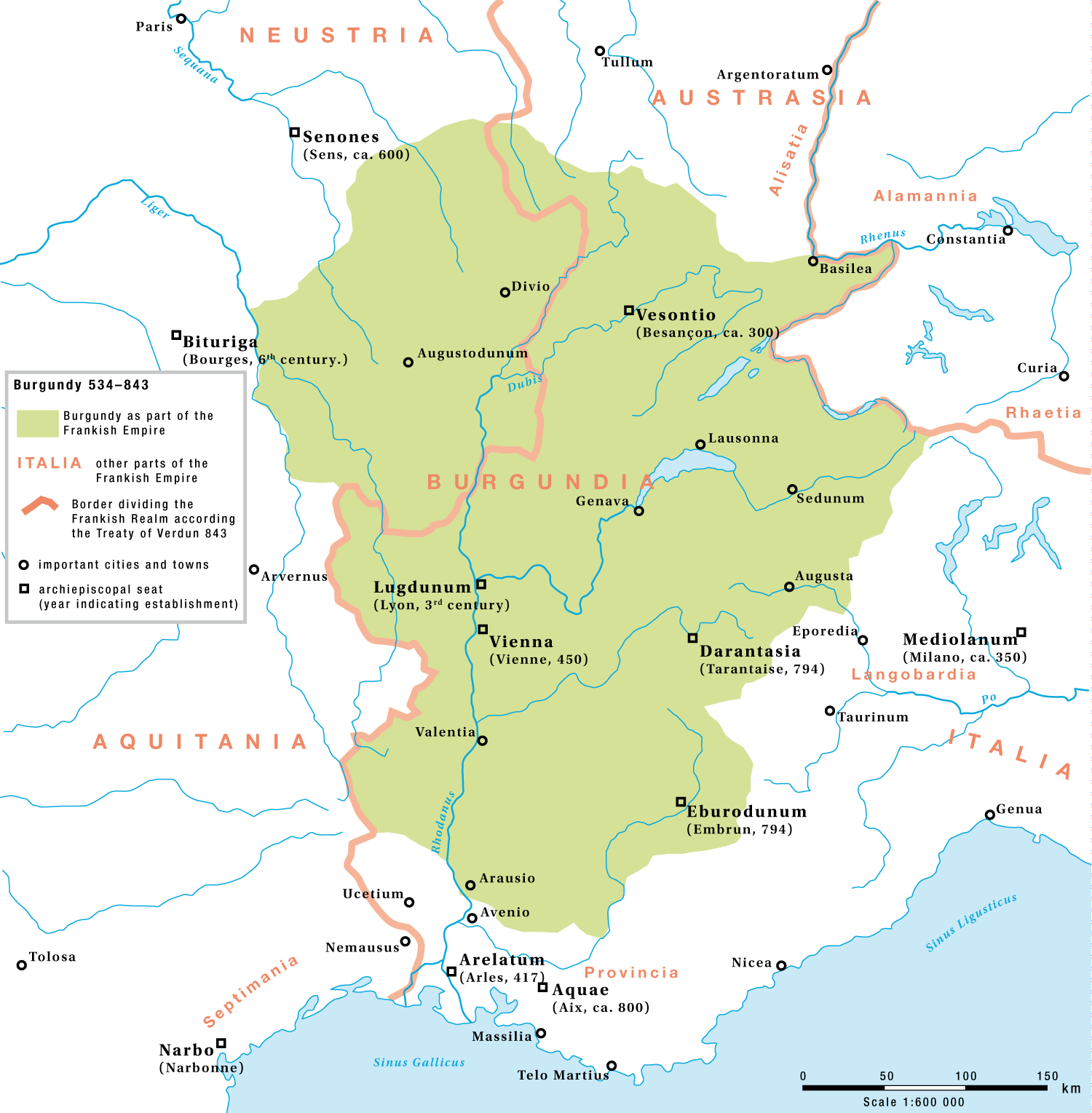
První Burgundské království v letech 534 až 843

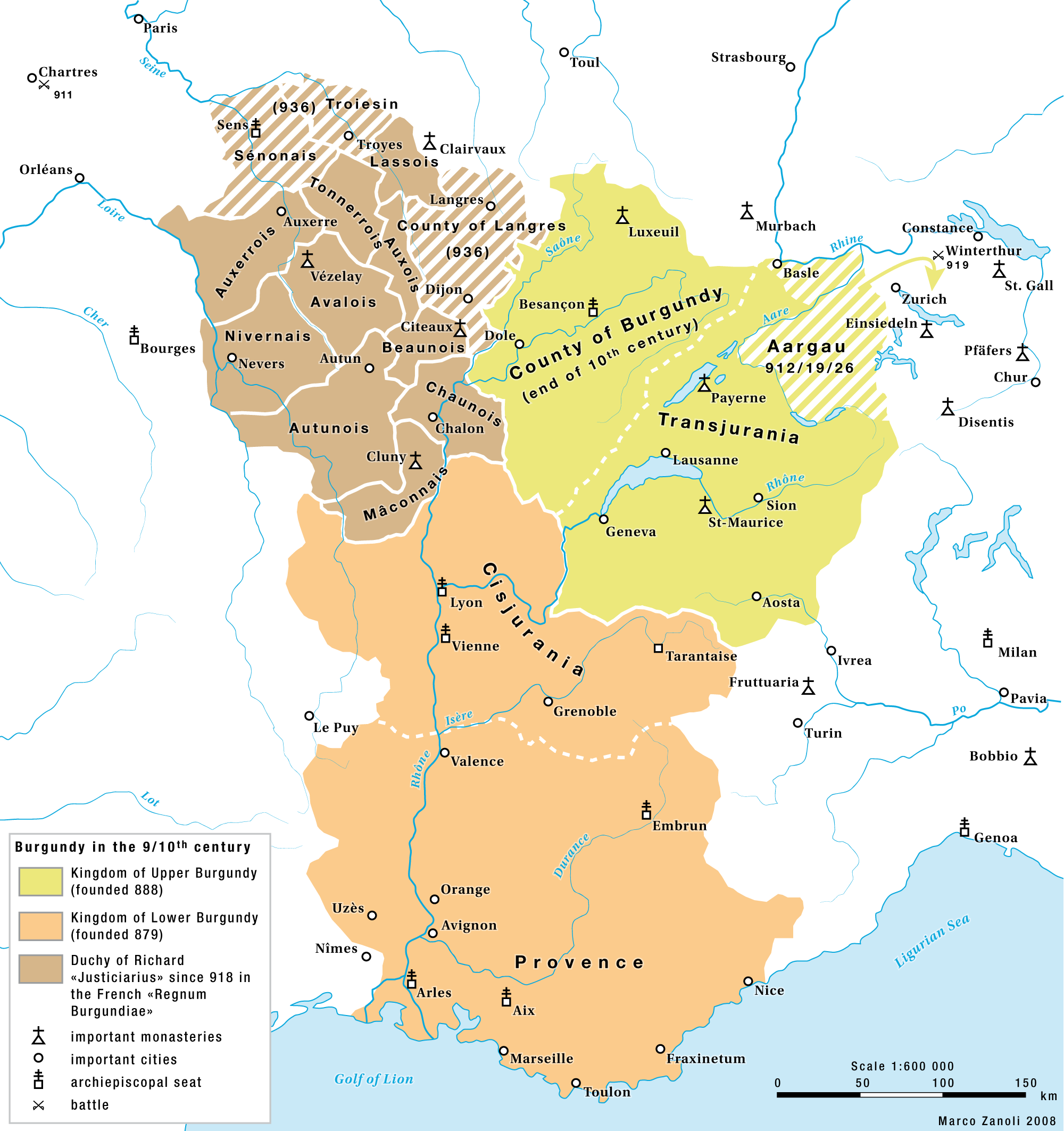
Mapa Horního a Dolního Burgundska, oranžová část je pozdější Arelatské království

Před tímto státním útvarem existovalo ještě původní Království Burgundů, které bylo založeno ve 4. století. Roku 500, ale byli Burgundi poraženi franským králem Chlodvíkem s tím, že se jim podařilo si zachovat samostatnost. Teprve za vlády Chlodvíkových synů bylo Království Burgundů po dlouhých bojích roku 534 v bitvě u Autunu dobyto a připojeno k franské říši. Později, v dobách oslabení ústřední moci, se stalo jedním z dílčích království franské říše. Z původního království Burgundů se vydělilo svobodné Burgundské hrabství (říšské hrabství, dnešní francouzský region Franche-Comté) a Burgundské vévodství, které se stalo součástí franské říše a později francouzského království (dnešní francouzský region Burgundsko).

## Druhé burgundské (arelatské) království

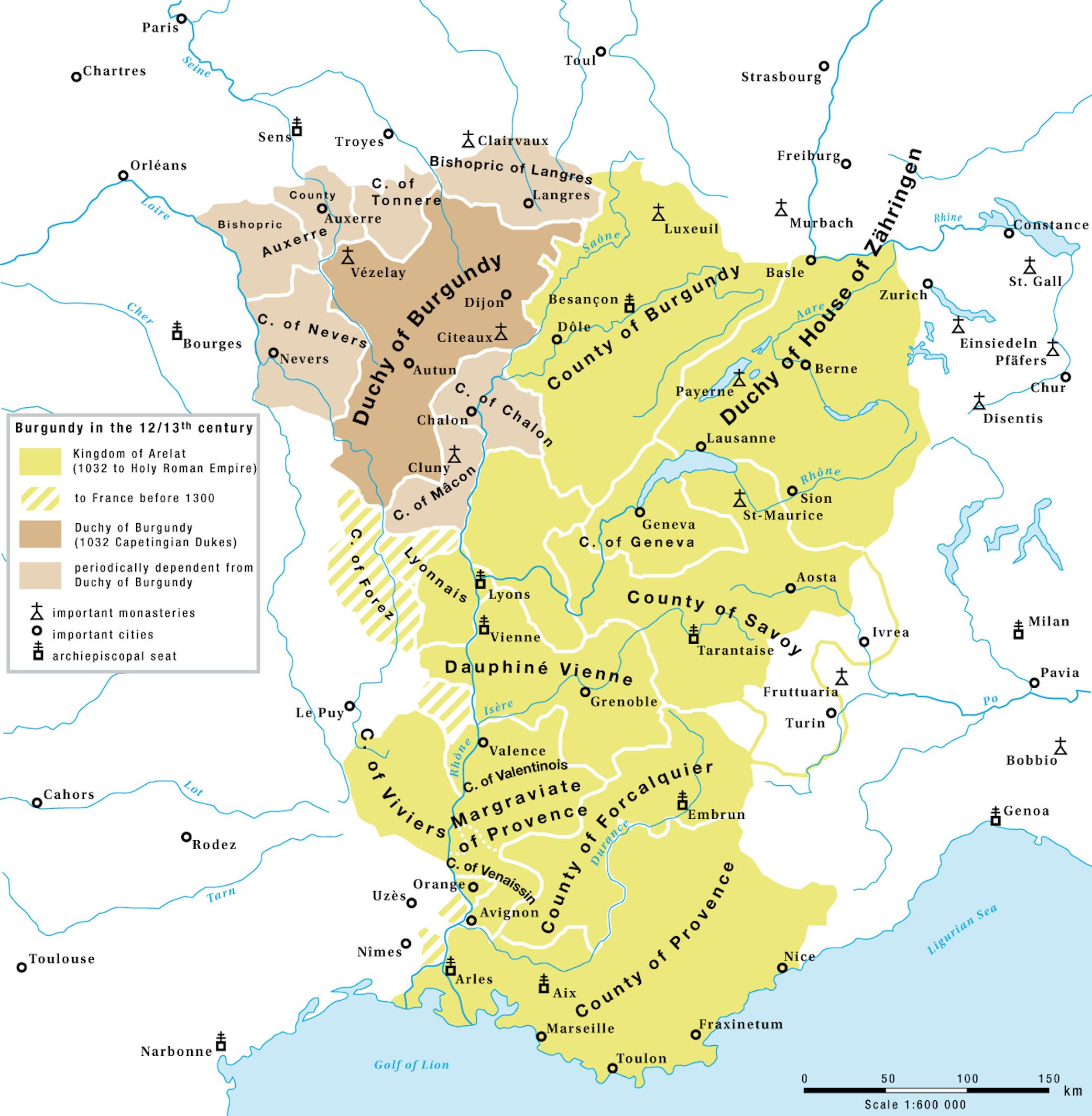
Mapa Arelatského království v letech 1033–1378

V roce 843 byla verdunskou smlouvou franská říše rozdělena mezi Karlovce na říši západofranskou říši, východofranskou říši a na císařský úděl středofranskou říši. Tím se také rozpadlo Burgundské království na Horní a Dolní Burgundské království. Po smrti Lothara I. získal Dolnoburgundské království a Provence jeho syn Karel z Provence. Jím držené Bugundské království ale bylo po jeho smrti definitivně rozděleno a přičleněno ke královstvím jeho bratrů Ludvíka II. (dolnoburgundské) a Lothara II. (hornobugundské).

Znak přisouzený pozdějšími heraldiky

Od roku 879 bylo hlavním městem království (dolno)burgundského město Arles, podle kterého bývá toto království nazýváno Arelatským.
Horní a Dolní Burgundsko byly sjednoceny v roce 933 Hugem I. jako Arelatské království. Toto království zůstalo nezávislé do roku 1032, kdy vymřel místní rod a získal ho římský císař Konrád II. Sálský A tak se v roce 1033 burgundské království stalo součástí Svaté říše římské. Od té doby tvořila říši tria regna (tři království): Německo, Itálie a Burgundsko. Panovník, který byl řádně zvolen německým králem, měl nárok být korunován (železnou korunou Langobardů, také italským králem a burgundským (arelatským králem).
Posledním arelatským králem byl Karel IV., který roku 1378 daroval burgundské království francouzskému korunnímu princi Karlovi (budoucímu králi Karlu VI.). Tím bylo burgundské království připojeno k francouzskému a zaniklo.
V současnosti je území bývalého burgundského (arelatského) království rozděleno mezi francouzské regiony Provence-Alpes-Côte d'Azur a Rhône-Alpes.